# Беклемишево (Ярославская область)
Беклеми́шево — посёлок при железнодорожной станции в Ростовском районе Ярославской области России. 
В рамках организации местного самоуправления входит в Петровское сельское поселение, в рамках административно-территориального устройства — в Итларский сельский округ.

## География
Расположен при железнодорожной станции Беклемишево, основанной в 1904 году. 
Находится в 43 км к югу (по прямой) от центра города Ростова и в 23 км к югу от рабочего посёлка Петровское.

## Население
| 2007 | 2010 |
| ---- | ---- |
| 240  | ↘181 |

Согласно результатам переписи 2002 года, в национальной структуре населения русские составляли 97 % от всех жителей.